# Miss Brasil 2023
Miss Brasil 2023 (também conhecido como Miss Universo Brasil 2023), foi a 69.ª edição do tradicional concurso de beleza feminino de Miss Brasil, válido exclusivamente para a disputa de Miss Universo. A etapa nacional que escolheu a sucessora de Mia Mamede, Miss Brasil 2022, foi realizada entre os dias 3 a 8 de julho de 2023 na cidade de São Paulo, Estado homônimo.
Ao todo 27 candidatas representando as 26 unidades federativas brasileiras e o Distrito Federal, participaram do cuncurso sob a gestão da Miss Brasil 2015, Marthina Brandt. Maria Brechane do Rio Grande do Sul venceu a competição e representará o Brasil no Miss Universo 2023 que será realizado em El Salvador no dia 18 de Novembro.

## Resultados

### Colocações
| Posição               | Estado e Candidata |
| --------------------- | --- |
| Miss Brasil 2023      | - Rio Grande do Sul - Maria Brechane |
| 2.ª Colocada          | - Mato Grosso - Bárbara Reis |
| 3.ª Colocada          | - São Paulo - Vitória Brodt |
| Top 7 Finalistas      | - Amazonas - Alice Casanova - Goiás - Renata Guerra - Pará - Milena Gomes - Sergipe - Gabriela Botelho |
| Top 16 Semifinalistas | - Alagoas - Ruthy Raphaela - Amapá - Alessandra Barcellos - Ceará - Beatriz Militão - Distrito Federal - Thayná Lima - Paraná - Mariana Becker - Pernambuco - Erivânia Izídio - Rio Grande do Norte - Giovanna França - Santa Catarina - Sasha Bauer - Tocantins - Vitória Schneider |

### Premiações Especiais
A Miss Voto Popular tem o direito de figurar no Top 7.
| Premiação         | Estado e Candidata          |
| ----------------- | --------------------------- |
| Miss Voto Popular | - Amazonas - Alice Casanova |

### Ordem dos anúncios
| 1. Distrito Federal 2. Pernambuco 3. Ceará 4. Rio Grande do Norte 5. Santa Catarina 6. Alagoas 7. Amapá 8. Amazonas 9. Mato Grosso 10. Rio Grande do Sul 11. Paraná 12. Tocantins 13. São Paulo 14. Goiás 15. Pará 16. Sergipe | 1. Pará 2. Mato Grosso 3. Sergipe 4. Rio Grande do Sul 5. São Paulo 6. Goiás 7. Amazonas | 1. São Paulo 2. Mato Grosso 3. Rio Grande do Sul |

## Jurados
| Foram responsáveis pela escolha da vencedora: 1. Mônica Salgado, jornalista; 2. Júlia Horta, Miss Brasil 2019; 3. Sabrina Muller, international Manager 4. Renata Kuerten, apresentadora; 5. Fábio Rebucci, médico dermatologista; 6. Gustavo Aquino, cirurgião plástico; 7. Namíbia Wihby, diretor de passarela; 8. Leila Lopes, Miss Universo 2011; 9. Gustavo Marcatto, médico vascular; 10. Miguel Alcade, joalheiro | Foram responsáveis por selecionar as semifinalistas: Desfile de Biquíni 1. Doug, instrutor de passarela; 2. Franklin Negrin, instrutor de passarela; 3. Juliana Borges, Miss Brasil 2001; 4. Cinthia Bastos, coreógrafa do Miss Brasil; Entrevista 1. Marthina Brandt; diretora do Miss Brasil 2015; 2. Léo Gaspar, psiquiatra; 3. Fábio Paula, jornalista; 4. Bianca Aydos, fonoaudióloga; 5. Paulo Filho, preparador de Miss; Foram responsáveis pela escolha do mais belo traje típico: 1. Walério Araújo, designer de moda; 2. Paulo Filho, preparador de Miss; 3. Michelly X, estilista de moda. |

## Candidatas
Candidatas eleitas para a disputa;
| Unidade Federativa  | Candidata                       | Idade | Altura | Representação            | Ocupação                             | Ref.   |
| ------------------- | ------------------------------- | ----- | ------ | ------------------------ | ------------------------------------ | ------ |
| Acre                | Ludimila Souza Pereira          | 21    | 1.68   | Xapuri                   | Acadêmica de Biologia                | [ 7 ]  |
| Alagoas             | Ruthy Raphaela                  | 22    | 1.70   | Taquarana                | Modelo Produtora de Moda             | [ 8 ]  |
| Amapá               | Alessandra Ohana Nery Barcellos | 25    | 1.68   | Macapá                   | Acadêmica de Medicina                | [ 9 ]  |
| Amazonas            | Alice de Lima Casanova          | 25    | 1.70   | Coari                    | Designer de Interiores               | [ 10 ] |
| Bahia               | Raíssa Dutra Rodrigues          | 22    | 1.68   | Barra da Estiva          | Acadêmica de Odontologia             | [ 11 ] |
| Ceará               | Beatriz Moreira Militão         | 25    | 1.72   | Trairi                   | Acadêmica de Gestão Financeira       | [ 12 ] |
| Distrito Federal    | Thayná Souza de Lima            | 27    | 1.75   | Setor Noroeste           | Acadêmica de Medicina Veterinária    | [ 13 ] |
| Espírito Santo      | Anna Beatriz Pereira de Souza   | 19    | 1.75   | Vitória                  | Modelo Maquiadora                    | [ 14 ] |
| Goiás               | Renata Guerra Otoni de Abreu    | 27    | 1.73   | Alto Paraíso de Goiás    | Mãe Modelo Cantora Atriz             | [ 15 ] |
| Maranhão            | Lorena Caroline Maia e Silva    | 27    | 1.70   | São Luís                 | Mãe Modelo Empresária                | [ 16 ] |
| Mato Grosso         | Bárbara Ciríaco dos Reis        | 26    | 1.80   | Norte Mato-Grossense     | Modelo Influenciadora Digital        | [ 17 ] |
| Mato Grosso do Sul  | Rebeca Campos Vianna            | 24    | 1.84   | Campo Grande             | Modelo Empresária                    | [ 18 ] |
| Minas Gerais        | Isadora Lúcia de Souza Silva    | 21    | 1.73   | Ouro Preto               | Modelo Acadêmica de Jornalismo       | [ 19 ] |
| Pará                | Milena Gomes de Jesus           | 25    | 1.70   | Salvaterra               | Bióloga Empreendedora                | [ 20 ] |
| Paraíba             | Ana Vitória Jacinto Araújo      | 24    | 1.79   | Pocinhos                 | Acadêmica de Enfermagem              | [ 21 ] |
| Paraná              | Mariana Becker Bonetti          | 26    | 1.68   | Francisco Beltrão        | Administradora Modelo                | [ 22 ] |
| Pernambuco          | Maria Erivânia Izídio Souza     | 24    | 1.66   | Santa Cruz do Capibaribe | Bióloga Modelo                       | [ 23 ] |
| Piauí               | Gabriela Reis Menezes           | 26    | 1.64   | Parnaíba                 | Mãe Advogada Modelo                  | [ 24 ] |
| Rio de Janeiro      | Paula Cardoso da Silva          | 27    |        | Nova Iguaçu              | Modelo Atleta de jiu-jitsu           | [ 25 ] |
| Rio Grande do Norte | Giovanna Maria França           | 22    | 1.77   | Natal                    | Nutricionista Modelo                 | [ 26 ] |
| Rio Grande do Sul   | Maria Eduarda Ribeiro Brechane  | 19    | 1.75   | Rio Grande               | Modelo Atriz Acadêmica de Jornalismo | [ 27 ] |
| Rondônia            | Vitória Ribeiro de Brito        | 19    | 1.70   | Vilhena                  | Modelo Escritora Empreendedora       | [ 28 ] |
| Roraima             | Manoela Figueira Salcides       | 23    | 1.70   | Boa Vista                | Fashion Designer Bailarina           | [ 29 ] |
| Santa Catarina      | Sasha Benner Bauer              | 24    | 1.76   | Blumenau                 | Advogada Modelo                      | [ 30 ] |
| São Paulo           | Vitória Zenobini Brodt          | 24    | 1.72   | Campinas                 | Modelo Atriz                         | [ 31 ] |
| Sergipe             | Gabriela Botelho Campos Serrano | 22    | 1.73   | Aracaju                  | Fashion Designer Modelo              | [ 32 ] |
| Tocantins           | Victória Guarda Schneider       | 23    | 1.75   | Palmas                   | Empresária Modelo                    | [ 33 ] |

## Seletivas

### Concursos estaduais
Por ordem de realização:
     Estadual com o maior número de candidatas disputando o título.
     Estadual com o menor número de candidatas disputando o título.
     Candidata aclamada ou escolhida por casting, sem disputa estadual.
| Ordem | Concurso                 | Data                | Número de candidatas | Local da final                                              | Membro MUB no Júri | Ref.   |
| ----- | ------------------------ | ------------------- | -------------------- | ----------------------------------------------------------- | ------------------ | ------ |
| 1.º   | Miss Paraná              | 1 de abril de 2023  | 27                   | Teatro Vera Schubert, Umuarama, PR.                         | Aretha Procópio    | [ 34 ] |
| 2.º   | Miss Minas Gerais        | 30 de abril de 2023 | 33                   | Trade Hotel, Juiz de Fora, MG.                              | Aretha Procópio    | [ 35 ] |
| 3.º   | Miss Rio Grande do Sul   | 6 de maio de 2023   | 22                   | Centro de Eventos do Park Shopping Canoas, Canoas, RS.      | Marthina Brandt    | [ 36 ] |
| 4.º   | Miss Goiás               | 7 de maio de 2023   | 20                   | Centro de Convenções de Anápolis, Anápolis, GO.             | Não informado.     | [ 37 ] |
| 5.º   | Miss Piauí               | 11 de maio de 2023  | 20                   | Centro de Convenções de Teresina, Teresina, PI.             | Nenhum.            | [ 38 ] |
| 6.º   | Miss Espírito Santo      | 12 de maio de 2023  | 18                   | SESC Glória, Vitória, ES.                                   | Carlos Totti.      | [ 39 ] |
| 7.º   | Miss Pernambuco          | 13 de maio de 2023  | 11                   | Beach Class Convention by HÔM, Recife, PE.                  | Nenhum.            | [ 40 ] |
| 8.º   | Miss Mato Grosso         | 14 de maio de 2023  | 32                   | Musiva, Cuiabá, MT.                                         | Nenhum.            | [ 41 ] |
| 9.º   | Miss Rio Grande do Norte | 17 de maio de 2023  | 19                   | Teatro Riachuelo, Natal, RN.                                | Marthina Brandt    | [ 42 ] |
| 10.º  | Miss Pará                | 18 de maio de 2023  | 14                   | Teatro Maria Sylvia Nunes, Belém, PA.                       | Nenhum.            | [ 43 ] |
| 11.º  | Miss Distrito Federal    | 19 de maio de 2023  | 13                   | Teatro da CAESB, Águas Claras, DF.                          | Nenhum.            | [ 44 ] |
| 12.º  | Miss Roraima             | 19 de maio de 2023  | 20                   | Teatro Municipal de Boa Vista, Boa Vista, RR.               | Nenhum.            | [ 45 ] |
| 13.º  | Miss Rondônia            | 20 de maio de 2023  | 8                    | Teatro Palácio das Artes, Porto Velho, RO.                  | Aretha Procópio    | [ 46 ] |
| 14.º  | Miss Maranhão            | 24 de maio de 2023  | 17                   | Teatro Arthur Azevedo, São Luís, MA.                        | Aretha Procópio    | [ 47 ] |
| 15.º  | Miss Ceará               | 25 de maio de 2023  | 13                   | Teatro São José, Fortaleza, CE.                             | Carlos Totti       | [ 48 ] |
| 16.º  | Miss Sergipe             | 26 de maio de 2023  | 1                    | -                                                           | Nenhum.            | [ 49 ] |
| 17.º  | Miss Paraíba             | 26 de maio de 2023  | 13                   | Clube Recreativo de Soledade, Soledade, PB.                 | Nenhum.            | [ 50 ] |
| 18.º  | Miss Amapá               | 27 de maio de 2023  | 9                    | Sede dos Magistrados (AMAAP), Macapá, AP.                   | Nenhum.            | [ 51 ] |
| 19.º  | Miss Santa Catarina      | 27 de maio de 2023  | 15                   | Liga da Sociedade Joinvilense, Joinville, SC.               | Gustavo Sarti      | [ 52 ] |
| 20.º  | Miss Amazonas            | 28 de maio de 2023  | 12                   | Complexo Armazém XV, Manaus, AM.                            | Aretha Procópio    | [ 53 ] |
| 21.º  | Miss Tocantins           | 4 de junho de 2023  | 6                    | Estúdio "Tô Quê Crio", Palmas, TO.                          | Nenhum.            | [ 54 ] |
| 22.º  | Miss Mato Grosso do Sul  | 4 de junho de 2023  | 3                    | -                                                           | Aretha Procópio    | [ 55 ] |
| 23.º  | Miss Acre                | 9 de junho de 2023  | 9                    | Escadarias do Palácio Rio Branco, Rio Branco, AC.           | Nenhum.            | [ 56 ] |
| 24.º  | Miss São Paulo           | 10 de junho de 2023 | 28                   | Centro de Eventos do Ribeirão Shopping, Ribeirão Preto, SP. | Carlos Totti.      | [ 57 ] |
| 25.º  | Miss Bahia               | 11 de junho de 2023 | 20                   | Casa Pia de São Joaquim, Salvador, BA.                      | Nenhum.            | [ 58 ] |
| 26.º  | Miss Rio de Janeiro      | 22 de junho de 2023 | 13                   | Centro Cultural Theophilo Massad, Angra dos Reis, RJ.       | Nenhum.            | [ 59 ] |
| 27.º  | Miss Alagoas             | 23 de junho de 2023 | 1                    | -                                                           | Nenhum.            | [ 8 ]  |
| Total | Total                    | Total               | 417                  | —                                                           | —                  | —      |

### Quadro de coordenadores estaduais
Abaixo consta o quadro com novos e antigos coordenadores regionais:
     Nova coordenação estadual.
| Estado              | Coordenador(a)        | No cargo desde |
| ------------------- | --------------------- | -------------- |
| Acre                | Ana Meire Lima        | 2005           |
| Alagoas             | Carolina Borsatto     | 2023           |
| Amapá               | Enyellen Sales        | 2011           |
| Amazonas            | Miro Sampaio          | 2021           |
| Bahia               | Juliana Alves         | 2022           |
| Ceará               | Valéria & Guilhermino | 2018           |
| Distrito Federal    | Mayck Carvalho        | 2019           |
| Espírito Santo      | Charles Souza         | 2023           |
| Goiás               | Raffael Rodrigues     | 2021           |
| Maranhão            | Dominique Silva       | 2022           |
| Mato Grosso         | Muryllo & Nadeska     | 2023           |
| Mato Grosso do Sul  | Frank Rossatte        | 2023           |
| Minas Gerais        | Diley Almeida         | 2023           |
| Pará                | Nathália Lago         | 2022           |
| Paraíba             | George Azevêdo        | 2019           |
| Paraná              | Cris Ranzani          | 2021           |
| Pernambuco          | Romildo Alves         | 2021           |
| Piauí               | Monalysa Alcântara    | 2023           |
| Rio de Janeiro      | Juliene Oliveira      | 2023           |
| Rio Grande do Norte | George Azevêdo        | 2011           |
| Rio Grande do Sul   | Bebeto & Thiago       | 2023           |
| Rondônia            | Eletícia Dias         | 2023           |
| Roraima             | Paulo Silas Valente   | 2016           |
| Santa Catarina      | Ricardo & Franciele   | 2023           |
| São Paulo           | Éder Ignácio          | 2021           |
| Sergipe             | Luiz Plínio           | 2018           |
| Tocantins           | Raffael Rodrigues     | 2018           |

## Histórico

### Curiosidades
- Com a alteração das regras do Miss Universo, este se tornou a 1.ª edição do Miss Brasil que mães e mulheres trans, até 27 anos, podem concorrer ao título.
- O Miss Minas Gerais deste ano apresentou sua 1.ª candidata trans e outra mãe: Ariella Moura, de Divinópolis e Tatiana Gonçalves de Patos de Minas, respectivamente.[65]
  - Ariella foi a terceira colocada do tradicional concurso trans Miss International Queen, na Tailândia em 2020;[66]
  - Pela 3.ª vez na história do concurso, a vencedora é uma mulher negra. Antes de Isalú, conseguiram o feito: Alessandra Nascimento (1999) e Karen Porfiro (2014).[67]
- Por sua vez, a edição 2023 do tradicionalíssimo Miss Rio Grande do Sul foi o primeiro a ter entre suas concorrentes, uma candidata trans e outra mãe;
  - Bethina Marcante é trans e representou a cidade de São Borja;[68] Vitória Liskoski tem dois filhos e representou Taquara;[69]
- Já o concurso Miss Goiás fez história ao eleger uma mãe como primeira candidata estadual ao título nacional.[70]
  - A modelo e cantora Renata Guerra é mãe de uma menina de 4 anos, chamada Samira.[71]
- O concurso Miss Piauí também elegeu sua primeira candidata mãe ao título nacional, Gabriela Reis Menezes de 26 anos.[72]
  - A representante de Esperantina Maria Júlia levou a representatividade das mulheres transexuais para o concurso pela primeira vez.
- Além do Piauí e de Goiás, o Miss Maranhão também elegeu sua primeira candidata mãe em busca do título nacional.[73]
  - Lorena Caroline Maia Silva é mãe de Maria Luiza Maia de 7 anos.
- Entre as candidatas estaduais eleitas até o momento, cinco não nasceram nos Estados que representam:
  - Lorena Maia (Maranhão) nasceu em Sete Lagoas, nas Minas Gerais.
  - Bárbara Reis (Mato Grosso) nasceu em Novo Repartimento, no Estado do Pará;[74]
  - Vitória Ribeiro (Rondônia) nasceu em Cuiabá, no Mato Grosso;[75]
  - Vitória Brodt (São Paulo) nasceu em Porto Alegre, Rio Grande do Sul;
  - Gabriela Botelho (Sergipe) nasceu em Belo Horizonte, Minas Gerais;[76]
- A candidata do Amapá, Alessandra Ohana Nery Barcellos, é filha da Miss Amapá 1984, Sandra Ohana Nery.

### Candidatas em outros concursos
As candidatas ao título deste ano que já passaram por outras franquias nacionais:
| Miss Brasil CNB - 2017: Distrito Federal - Thayná Lima (24.ª Colocada) - (Representando o Plano Piloto em Angra dos Reis, Rio de Janeiro) - 2017: Mato Grosso - Bárbara Reis (2.ª Colocada) - (Representando o Mato Grosso em Angra dos Reis, Rio de Janeiro) - 2018: Alagoas - Ruthy Rafaella (17.ª Colocada) - (Representando Alagoas em Angra dos Reis, Rio de Janeiro) - 2021: Sergipe - Gabriela Botelho (3.ª Colocada) - (Representando o Espírito Santo em Brasília, Distrito Federal) Miss Grand Brasil - 2020: Alagoas - Ruthy Rafaella (5.ª Colocada) - (Representando Alagoas em Bento Gonçalves, Rio Grande do Sul) - 2022: Rondônia - Vitória Ribeiro - (Representando Rondônia em Águas Claras, Distrito Federal) - 2022: São Paulo - Vitória Brodt (3.ª Colocada) - (Representando o Rio Grande do Sul em Águas Claras, Distrito Federal) | Belezas do Brasil - 2021: Pará - Milena Gomes - (Representando o Pará em Natal, Rio Grande do Norte) Miss Supranational - 2017: Distrito Federal - Thayná Lima (Top 25) - (Representando o Brasil em Krynica-Zdrój, Polônia) - 2018: Mato Grosso - Bárbara Reis (Top 10) - (Representando o Brasil em Krynica-Zdrój, Polônia) |

## Transmissões
Além dos registros e gravações disponíveis no canal "U Miss" da Soul TV, alguns estaduais foram transmitidos por outros veículos:

### Televisão
- Miss Amazonas - Rede Onda Digital - Canal 8.2 (Ao vivo)
- Miss Paraná - TVUP - Canal 28 (Ao vivo) [86]
- Miss Rio Grande do Sul - Ulbra TV (Ao vivo) [87]
- Miss São Paulo - TV Ônix - Canal 26 (Ao vivo)

### Internet
| - Miss Amapá - You Tube (Live streaming) - Miss Amazonas - Rede Onda Digital (Live streaming) - Miss Ceará - You Tube (Live streaming) - Miss Distrito Federal - You Tube (Live streaming) - Miss Espírito Santo - You Tube (Live streaming) - Miss Goiás - You Tube (Live streaming) - Miss Maranhão - Instagram (Live streaming) - Miss Mato Grosso - You Tube (Live streaming) - Miss Minas Gerais - You Tube (Live streaming) - Miss Pará - You Tube (Live streaming) - Miss Paraíba - You Tube (Live streaming) | - Miss Paraná - You Tube (Live streaming) - Miss Pernambuco - TV Nova Nordeste (Live streaming) - Miss Piauí - Rede Meio Norte (Live streaming) - Miss Rio de Janeiro - You Tube (Live streaming) - Miss Rio Grande do Norte - You Tube (Live streaming) - Miss Rio Grande do Sul - You Tube (Live streaming) - Miss Rondônia - Rema TV (Live streaming) - Miss Roraima - You Tube (Live streaming) - Miss Santa Catarina - You Tube (Live streaming) - Miss São Paulo - You Tube (Live streaming) |